# O loupežnickém synku Cipískovi
O loupežnickém synku Cipískovi je československý animovaný televizní seriál z roku 1972 vysílaný v rámci Večerníčku. Autorem předlohy byl spisovatel Václav Čtvrtek, scénář rozpracovaly Anna Jurásková a Irena Povejšilová. Výtvarnou stránku dodal Radek Pilař pod režií Ladislava Čapka. Za kamerou stály Zdena Hajdová, Eva Kargerová a Jaroslava Zimová. Pohádky namluvil Karel Höger. Bylo natočeno celkem 13 dílů po 7 minutách.
Tento seriál vznikl vedle hlavní a známější 39dílné série O loupežníku Rumcajsovi.

## Seznam dílů
1. Jak Rumcajs nechal v Jičíně ležet stříbrnou lžičku - 8. listopadu 1972
2. Jak Cipísek prošlapal první střevíce - 9. listopadu 1972
3. Jak Rumcajs s Cipískem vypálili porybnému rybník - 10. listopadu 1972
4. Jak Rumcajs s Cipískem zachránili studánku - 12. listopadu 1972
5. Jak Rumcajs s Cipískem stavěli kuželky - 13. listopadu 1972
6. Jak Rumcajs s Cipískem učili raka křesat - 14. listopadu 1972
7. Jak Rumcajs a Cipísek šli pro bitevní lejstra - 15. listopadu 1972
8. Jak Rumcajs a Cipísek povalili medvěda - 16. listopadu 1972
9. Jak Rumcajs a Cipísek vytrestali sládka - 17. listopadu 1972
10. Jak Rumcajs a Cipísek vytrestali jenerála - 19. listopadu 1972
11. Jak Rumcajs a Cipísek vystřelili Rachejtli - 20. listopadu 1972
12. Jak Rumcajse málem utancovaly víly - 21. listopadu 1972
13. Jak Rumcajs s Cipískem sfoukli v drakovi oheň - 22. listopadu 1972